# 恒星光

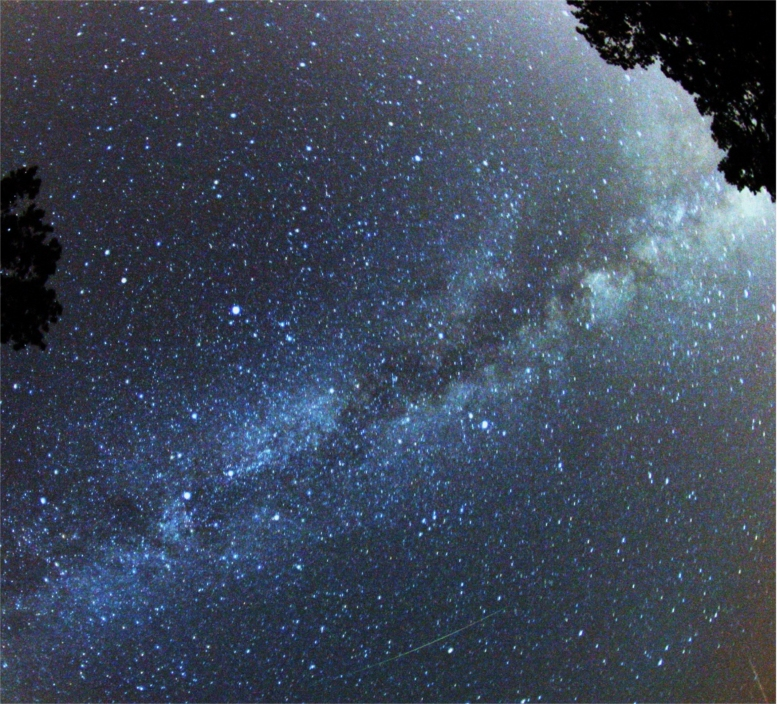
天の川と流星が横切る星空

恒星光（こうせいこう、英: starlight）とは、恒星が放出する光のことである。通常、夜間に地球から見える、太陽以外の恒星からの可視光領域の電磁波を指す。

## 観測
望遠鏡による恒星光の観察や測定は、測光学や天体分光学を含む全ての天文学の基礎となる。望遠鏡や光度を正確に測定する観測機器が発明される以前、紀元前2世紀のギリシャの天文学者ヒッパルコスは、自身の目で恒星の明るさを見積もった。彼は、最も明るい恒星を1等星、次に明るいものを2等星、として、肉眼でかろうじて見える恒星を6等星とした。
恒星スペクトルを調べる天体分光学は、1814年にヨゼフ・フォン・フラウンホーファーによって開発された。恒星光のスペクトルは、大別すると、連続スペクトル、輝線スペクトル、吸収スペクトルの3種類のスペクトルで構成されている。観測可能な宇宙における恒星光の平均的な色は、わずかにベージュがかった白色で、「コズミックラテ」と名付けられた。
2014年、これまで確認された中で最も古い恒星（最も古いが最も遠い恒星ではない）の1つが確認された。太陽系から6,000光年の距離にあるSMSS J031300.36-670839.3という星は、138億年前に誕生したとされ、これは宇宙の年齢とほぼ同じ年齢である。地球を照らす恒星光には、この星からの光も含まれていることになる。
恒星光は、個人の経験や人類の文化においても重要な役割を果たしており、詩、天文学、軍事戦略など、様々な分野に影響を与えている。アメリカ陸軍は1950年代以降、恒星光や雲に遮られた月光、腐った植物の蛍光などを約5万倍に増幅して夜間でも人が見ることができるようにする暗視装置 (英: starlight scope) を開発した。それまでに開発されていたスナイパースコープなどの能動型赤外線システムとは対照的に、視認するために光を発することを必要としない受動型のものであった。

## 撮影
夜間撮影には、夜行性動物を含め、主に恒星光に照らされる物体の撮影も含まれる。夜空を直接撮影することは、天体写真の一つである。他の撮影と同様、これは科学のためや楽しみのために行われる。多くの場合、恒星光の撮影には、月の光の影響を考慮する必要がある。

## 偏光
恒星光の強度は、その偏光の関数として観測されている。
恒星光が、長軸が銀河磁場に対して垂直となる傾向のある細長い星間ダストの粒子からの散乱によって、部分的に直線偏光となる。デイヴィス＝グリーンシュタイン機構によると、星間ダストは星間磁場に沿った回転軸をもって高速回転している。視線に垂直な磁場の方向に偏光した光は透過し、回転している粒子で定義される平面に偏光した光は遮断される。したがって、偏光の向きを利用することで銀河磁場をマッピングすることができる。1,000 パーセクの距離にある星では、偏光度は1.5パーセント程度である。
通常、恒星光の中には、ずっと小さな円偏光の成分も見られる。1975年、Serkowski、Mathewson、Fordは、UBVRフィルタを通して180個の恒星の偏光を測定し、Rフィルターで最大{\displaystyle q=6\times 10^{-4}}の円偏光を発見した。
これは、星間物質が光学的に薄いためである。恒星光は、星間空間を1000パーセク通過する間に約1等級減光するため、その光学的深さは約1となる。光学的深さ1は平均自由行程、すなわち光子1つが塵の粒子に散乱される前に進む平均距離に対応している。つまり平均的には、恒星光の光子は平均して1つの星間ダストから散乱されるのであり、円偏光を生じさせる多重散乱の可能性は極めて低い。観測的には、単一の散乱による直線偏光の割合{\displaystyle p}は0.015、多重散乱による円偏光は{\displaystyle p^{2}}となるため、その割合は{\displaystyle q\sim 2\times 10^{-4}}となる。
早期型星からの光は、内在的な偏光が非常にすくない。Kempらは、最小感度{\displaystyle {\displaystyle 3\times 10^{-7}}}で太陽の偏光を測定し、{\displaystyle {\displaystyle p}}（直線偏光の画分）と{\displaystyle {\displaystyle q}}（円偏光の画分）の両方に対し、上限が{\displaystyle {\displaystyle 10^{-6}}}であることを見出した。
星間物質は、異なる方向に配列する細長い星間粒子による連続した散乱により、無偏光の光に円偏光を与えることができる。1つの可能性は、銀河の磁場の変化のため、視線に沿った方向に並んだ捻じれた粒子であり、もう1つの可能性は、視線方向の複数の分子雲を通過することである。これらのメカニズムでは、円偏光の画分の最大値は、{\displaystyle {\displaystyle p}}を直線偏向の画分として、{\displaystyle {\displaystyle q\sim p^{2}}}となる。Kemp & Wolstencroftは、内部偏光のない6つの早期型星の円偏光を発見し、これが1つ目のメカニズムに起因しうることを発見した。全ての場合において、青色光で、{\displaystyle {\displaystyle q\sim 10^{-4}}}である。
Martinは、複雑な屈折率を持ち部分的に並んだ星間物質の粒子は、直線偏光の光を円偏光の光に変えることができることを示した。この効果は、Martin、Illing、Angelにより、かに星雲で観察された。
光学的に厚い星周環境は、星間物質によるものより、大きな円偏光を産み出すことができる可能性がある。Martinは、恒星の近くでは、光学的に厚い非対称の星周円盤で複数回散乱されることにより、直線偏光の光が円偏光の光に変わることがありうることを示した。このメカニズムは、Bastien、Robert、Nadeauが、波長768 nmの6つのおうし座T型星で円偏光が計測されたことを説明するために考え出した。彼らは、最大の円偏光が{\displaystyle {\displaystyle q\sim 7\times 10^{-4}}}であることを見出した。Serkowskiは、H帯で、赤色超巨星であるはくちょう座V1489星の円偏光を{\displaystyle {\displaystyle q=7\times 10^{-3}}}、長周期変光星であるおおいぬ座VY星の円偏光を{\displaystyle {\displaystyle q=2\times 10^{-3}}}と測定し、円偏光の原因は、星周エンベロープで複数回の散乱が起こるためとした。Chrysostomouらは、オリオン座分子雲OMC-1の星形成領域で、円偏光のqが最大0.17になることを発見し、塵の多い分子雲内で、整列した偏球型の粒子に恒星光が反射されるためであると説明した。
黄道光や天の川の光の円偏光は、Wolstencroft and Kempにより、550 nmの波長で測定された。彼らはその値が{\displaystyle {\displaystyle q\sim 5\times 10^{-3}}}であることを発見した。この値は、恐らく塵の粒子による複数回の散乱のため、通常の恒星よりも大きかった。